# شبگرد جردان
شبگرد جردان (نام علمی: Caprimulgus atripennis) نام یک گونه از تیره شبگردان است.